# Heinrich Philipp Ludwig Kalkmann

Heinrich Philipp Ludwig Kalkmann mit seiner Ehefrau Friederike Kalkmann geb. Krellenberg (1849)

Heinrich Philipp Ludwig Kalkmann (* 30. April 1822 in Bremen; † 1. Mai 1873 in Wiesbaden) war ein deutscher Kaufmann.

## Leben
Philipp Kalkmann kam 1852 von Bremen nach Hamburg. Er war bis 1865 Teilhaber in der Firma Gebr. Kalkmann. Von 1863 bis 1865 fungierte er als Schätzungsbürger auf dem Landgebiet und war 1864 und 1865 Mitglied der Baudeputation Hamburg, Sektion für den Strom- und Hafenbau.
Von 1861 bis 1865 gehörte Kalkmann der Hamburgischen Bürgerschaft an.
1865 übersiedelte er nach dem nordbrasilischen Küstenstaat Ceará und betrieb dort bis 1871 ein Handelsgeschäft. Zudem war er Preußischer Konsul und ab 1869 Konsul des Norddeutschen Bundes. Ab 1871 lebte Kalkmann in Wiesbaden.